# تايلور جنكينز
تايلور جنكينز (بالإنجليزية: Taylor Jenkins) هو مدرب رياضي أمريكي، ولد في 12 سبتمبر 1984 في دالاس في الولايات المتحدة.